# Wolfgang Pfeifer (linguiste)
Pour les articles homonymes, voir Pfeifer.
Ne doit pas être confondu avec Wolfgang Pfeifer (homme politique).
Wolfgang Pfeifer (né le 3 décembre 1922 à Leipzig et mort le 9 juillet 2020 à Berlin) est un universitaire et linguiste allemand.

## Biographie
Wolfgang Pfeifer étudie l'allemand, les études nordiques, l'anglais, la linguistique historique et l'histoire. Après avoir terminé son doctorat à l'université de Leipzig en 1950, il fait des recherches à l'Académie des sciences de Berlin et y travaille de 1949 à 1960 sur le dictionnaire allemand des frères Grimm. En 1961, avec d'autres employés, il reçoit le prix national de la RDA, première classe, pour avoir complété le dictionnaire allemand.
Pfeifer publie de nombreux articles sur la linguistique, l'histoire des langues et des mots et la lexicographie. Le Etymologische Wörterbuch des Deutschen, compilé sous sa direction par un collectif de huit à dix auteurs à l'Académie de Berlin, revêt une importance scientifique particulière. La première édition est publiée en mai 1989 et est mise à jour depuis, le plus récemment en ligne en tant que composant du Dictionnaire numérique de la langue allemande (de).
Wolfgang Pfeifer, veuf et père de deux filles issues de son premier mariage, est marié à Gerlinde Pfeifer depuis les années 1980, qui appartient également au collectif d'auteurs du Dictionnaire étymologique. Pfeifer vit à Berlin.
Hans Magnus Enzensberger le considère comme l'étymologue allemand le plus important après les frères Grimm, Hermann Paul et Friedrich Kluge.

## Publications (sélection)
dictionnaires
- Wörterbuch der deutschen Tiernamen. Insekten. Lfg. 1–6. Akademie-Verlag (de), Berlin 1963–1968. [Arbeiten als „politisch irrelevant“ eingestellt.]
- Wörterbuch der deutschen Tiernamen. Beiheft 1: Käfer. Akademie-Verlag, Berlin 1963.
- Wörterbuch der deutschen Tiernamen: Beiheft 2: Schabe. Akademie-Verlag, Berlin 1965.
- Wörterbuch der deutschen Tiernamen. Beiheft 4: Spanische Fliegen und Maiwürmer: Akademie-Verlag, Berlin 1966.
- Etymologisches Wörterbuch des Deutschen (Herausgeber)
  - 3 Bände: Akademie Verlag, Berlin. 1. Auflage 1989, 2. Auflage 1993.
  - Einbändig: dtv (de), 1665 Seiten (Dünndruck). 1. Auflage 1995, 2. Auflage 1997, weitere Auflagen, etwa 6. Auflage, München 2003 (= dtv. Band 32511).
  - Einbändig: Akzente Verlagshaus, 2010, 1665 Seiten,  (ISBN 978-3-941960-03-9).
  - Digital: Bestandteil des DWDS, beruhend auf der 2. Auflage der dreibändigen Fassung von 1993[3].
- mit Heinrich Marzell (de) und Wilhelm Wissmann (de): Wörterbuch der deutschen Pflanzennamen. 1943–1979.

articles
- Das Deutsche Wörterbuch. In: Deutsches Jahrbuch für Volkskunde 9 (1963), S. 190–213 (= Jacob Grimm zur 100. Wiederkehr seines Todestages. Festschrift des Instituts für deutsche Volkskunde).
- Geschichtliches und Kritisches zur Lexikographie an der Akademie. In: Erbe, Vermächtnis und Verpflichtung. Zur sprachwissenschaftlichen Forschung in der Geschichte der AdW der DDR (=Sprache und Gesellschaft 10). Akademie-Verlag, Berlin 1978, S. 119–131.
- Mittellateinisches Wörterbuch und deutsche Etymologie. In: Philologus 123 (1979), S. 170–173.
- Adelungs Stellung zur Etymologie in seinem Wörterbuch. In: Werner Bahner (de) (Hrsg.): Sprache und Kulturentwicklung im Blickfeld der deutschen Spätaufklärung. Der Beitrag Johann Christoph Adelungs. (= Abhandlungen der Sächsischen Akademie der Wissenschaften. Philologisch-historische Klasse, Jg. 70, Nr. 4). Akademie-Verlag, Berlin 1984, S. 233–238.
- Bericht über das Etymologische Wörterbuch des Deutschen. In: Current Trends in West Germanic Etymological Lexicography 1993, S. 77–89.